# 溫德林 (伊利諾伊州)
溫德林（英語：Wendelin）是位於美國伊利諾伊州克萊縣的一個非建制地區。該地的面積和人口皆未知。

## 地理
溫德林的座標為38°50′00″N 88°16′22″W / 38.83333°N 88.27278°W，而該地的平均海拔高度為144米（即472英尺）。